# Adam Parker
Adam John Parker (ur. 13 stycznia 1972 w Cleveland, Ohio) – amerykański duchowny katolicki, biskup pomocniczy Baltimore od 2017.

## Życiorys
Święcenia kapłańskie otrzymał 27 maja 2000 i uzyskał inkardynację do archidiecezji Baltimore. Przez kilka lat pracował duszpastersko, zaś w 2007 został sekretarzem biskupim. W latach 2012–2013 przebywał w Rzymie jako sekretarz kard. Edwina O'Briena, a w kolejnych latach pełnił funkcję wikariusza generalnego archidiecezji.
5 grudnia 2016 papież Franciszek mianował go biskupem pomocniczym Baltimore ze stolicą tytularną Tasaccora. Sakry udzielił mu 19 stycznia 2017 metropolita Baltimore - arcybiskup William Lori.